# Татаринов, Виктор Андреевич
Ви́ктор Андре́евич Тата́ринов (7 июня 1952, Юферята, Кировская область — 9 ноября 2024, Москва) — советский и российский лингвист, доктор филологических наук (1996), доцент кафедры иностранных языков исторического факультета МГУ, ведущий российский специалист в области терминоведения.

## Биография
Окончил романо-германское отделение филологического факультета МГУ (1976), специализировался по кафедре немецкого языка. В 1988 году в МГУ защитил кандидатскую диссертацию «Лексико-семантическое варьирование терминологических единиц и проблемы терминографии», в 1996 году — докторскую диссертацию «Исторические и теоретические основания терминоведения как отрасли отечественного языкознания».
Жена — лингвист-славист В.Г. Кульпина.
Скончался 9 ноября 2024 года в Москве.

## Научная деятельность
Автор около 250 работ (в том числе 16 книг) по германским языкам, терминоведению, теории и методологии перевода, методике преподавания иностранных языков, составитель ряда словарей.
Член редколлегии нескольких научных журналов (в том числе «Социальные и гуманитарные науки. Серия 6, Языкознание», «История и современность»), главный редактор журнала «Славянское терминоведение».
Член многих российских и международных научных организаций, в частности Международной организации специальной терминологии, президент Российского терминологического общества РоссТерм. Председатель Комиссии по терминоведению Международного комитета славистов.

## Основные работы
- История отечественного терминоведения. Т. 1-3. М., 1994—2001;
- Теория терминоведения. М., 1996;
- Учебник немецкого языка. 2-е изд. М., 2001;
- Немецко-русский исторический словарь. М., 2002;
- Немецко-русский общенаучный словарь : ок. 5000 терминов, выражений и речевых клише. — М. : Моск. Лицей, 2004. — 190, [1] с.; 17 см; ISBN 5-7611-0322-2